# Resolutie 589 Veiligheidsraad Verenigde Naties
Resolutie 589 van de Veiligheidsraad van de Verenigde Naties werd op 10 oktober 1986 unaniem aangenomen.

## Achtergrond
Javier Pérez de Cuéllar was een Peruaans diplomaat die onder andere ambassadeur was in Zwitserland en de Sovjet-Unie en later ook bij de Verenigde Naties. Hij werd middels resolutie 494 verkozen tot Secretaris-Generaal, als opvolger van Kurt Waldheim.
In 1986 werd hij verkozen voor een tweede ambtstermijn tot en met 1991, waarna hij middels resolutie 729 werd opgevolgd door Boutros Boutros-Ghali.

## Inhoud
De Veiligheidsraad:
- Heeft de kwestie over de aanbeveling in verband met de nominatie van de Secretaris-Generaal van de Verenigde Naties in beraad genomen.
- Beveelt de Algemene Vergadering aan Javier Pérez de Cuéllar aan te stellen als secretaris-generaal voor een tweede ambtstermijn van 1 januari 1987 tot 31 december 1991.

## Verwante resoluties
- Resolutie 400 Veiligheidsraad Verenigde Naties (1976)
- Resolutie 494 Veiligheidsraad Verenigde Naties (1981)
- Resolutie 720 Veiligheidsraad Verenigde Naties (1991)
- Resolutie 1090 Veiligheidsraad Verenigde Naties (1996)

Lijst ·  581 ·  582 ·  583 ·  584 ·  585 ·  586 ·  587 ·  588 ·  589 ·  590 ·  591 ·  592 ·  593